# Simon Walter
Simon Walter, né le 13 mars 1985 à Zurich, est un athlète suisse, spécialiste du décathlon.
Sa meilleure performance est de 7 751 points. Il l'a obtenue au meeting de Götzis le 31 mai 2009, ce meeting est considéré comme le plus important meeting de la spécialité. Il bat ce résultat pour remporter la première division de la Coupe d'Europe des épreuves combinées de 2011 à Bressanone.